# Opakowanie

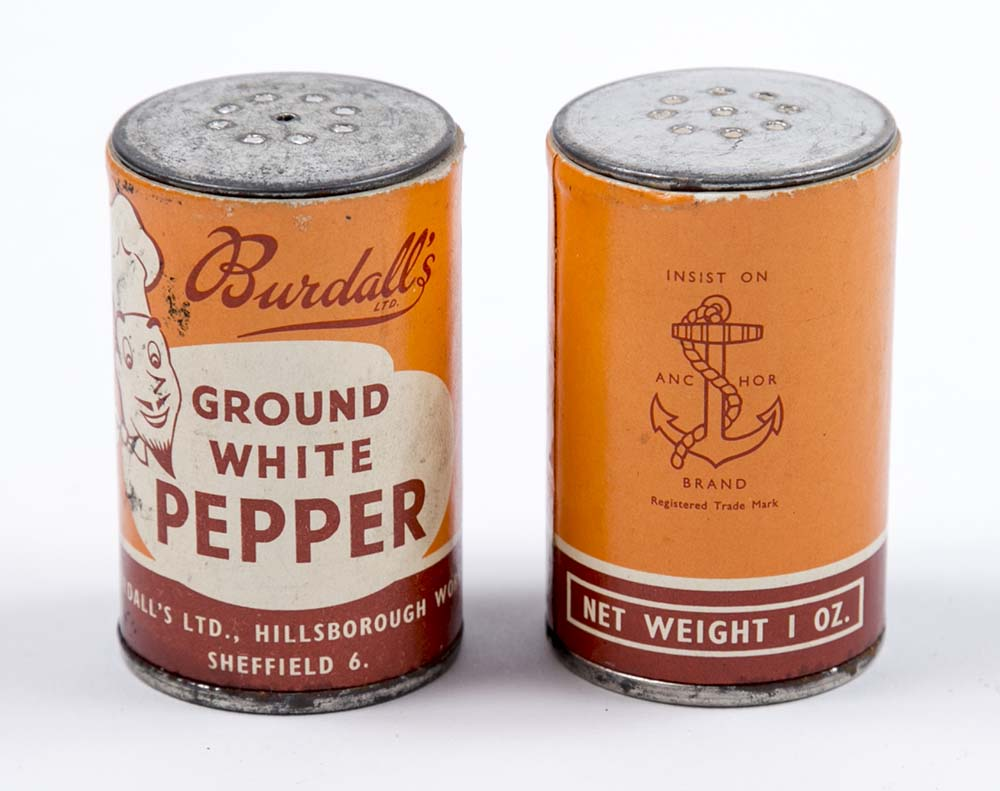
Opakowania na biały pieprz, Wielka Brytania, około 1914-1918

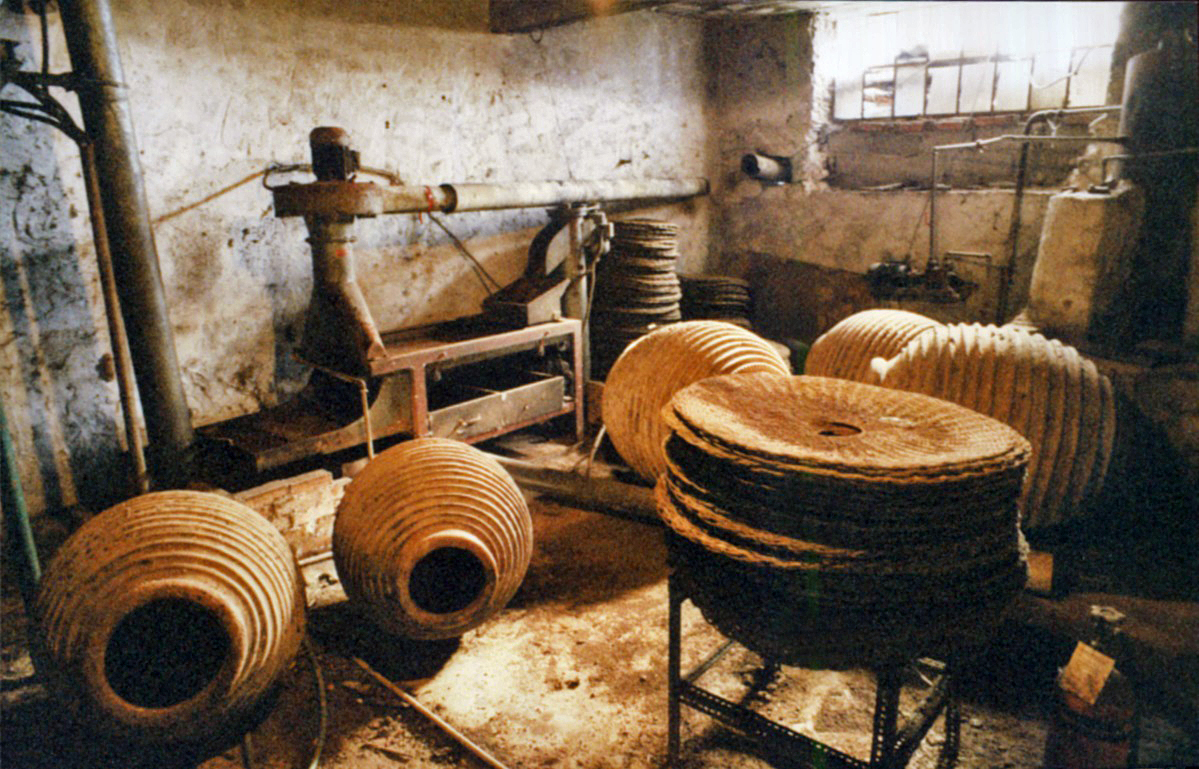
Tradycyjne gliniane greckie naczynia na oliwę (pythoi), fot. koniec XX wieku

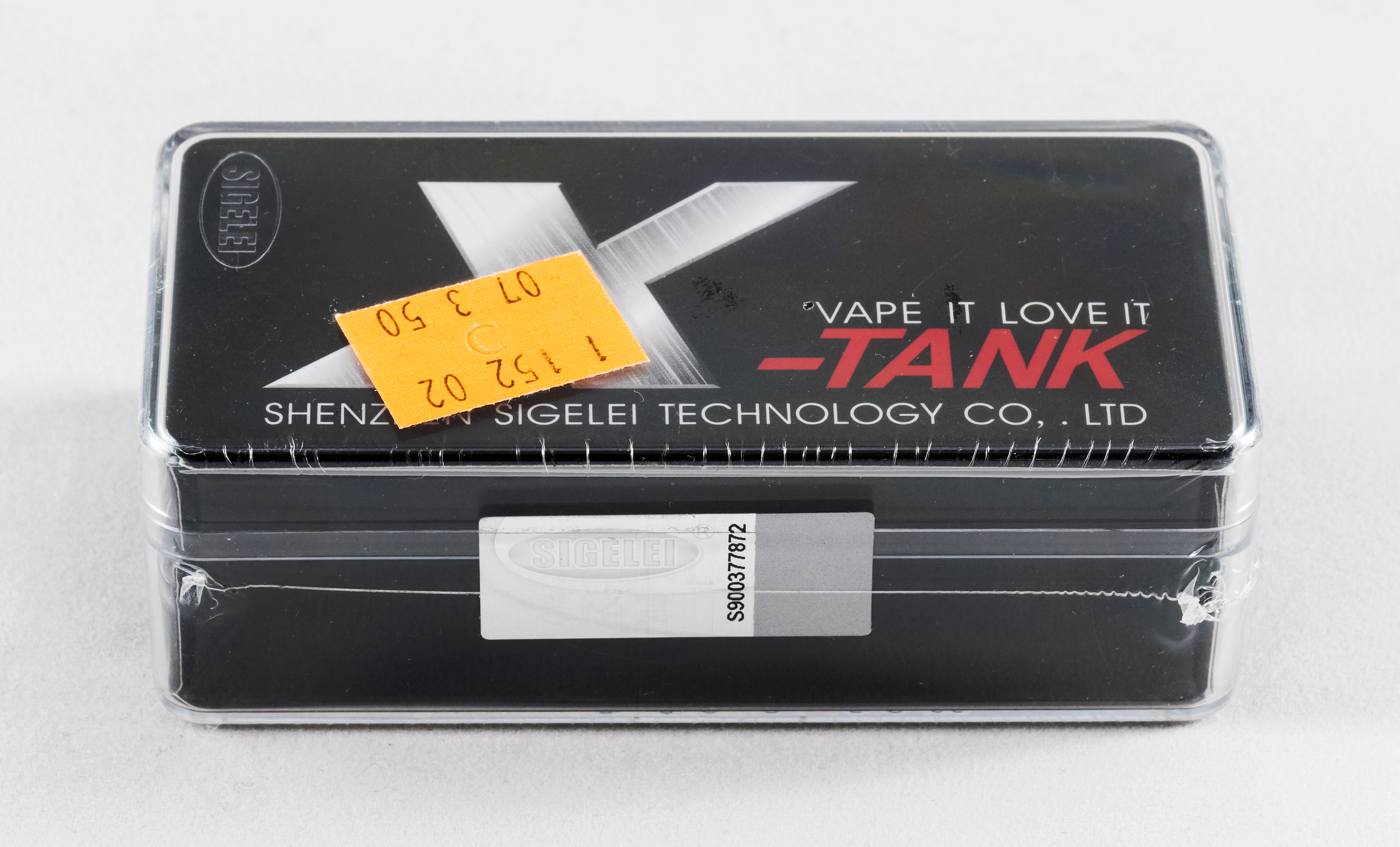
Parownik Sigelei X-Tank w opakowaniu jednostkowym zabezpieczonym folią i naklejką z hologramem

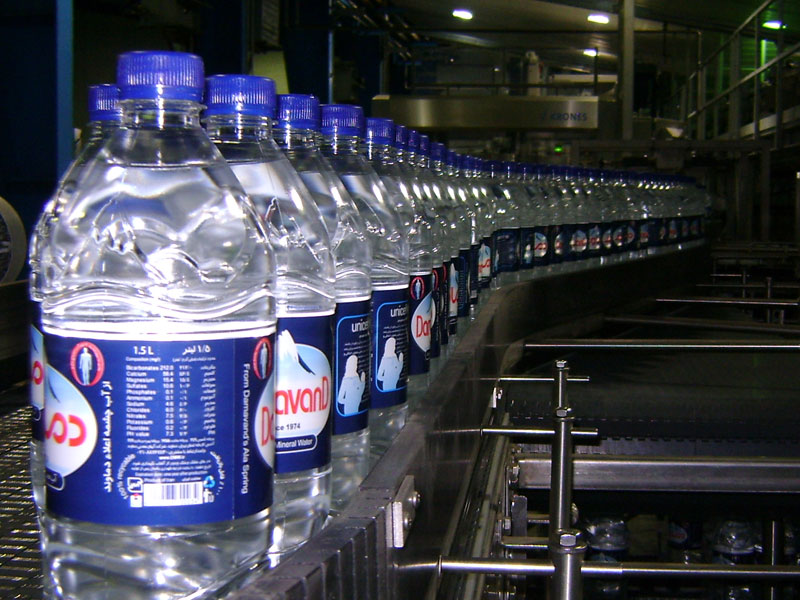
Butelki wody na linii produkcyjnej

Opakowanie – wytwór o określonej konstrukcji, którego zadaniem jest zabezpieczenie towaru lub otoczenia w trakcie transportu i przechowywania. Pełni on często funkcję narzędzia marketingowego, pobudzającego swoim estetycznym wyglądem oraz przekazem marketingowym (danymi nt. produktu, informacjami na temat marki, przedsiębiorstwa) do nabycia towaru. Często opakowanie pełni więc rolę „cichego sprzedawcy”.

## Rodzaje opakowań i ich przeznaczenie
Podstawowy podział opakowań uwzględnia:
- opakowania jednostkowe będące opakowaniem pojedynczych produktów, zazwyczaj stosowane w obrocie detalicznym,
- opakowania zbiorcze będące opakowaniem co najmniej dwóch opakowań jednostkowych, zazwyczaj stosowane w procesach transportu i magazynowania,
- opakowania transportowe będące opakowaniem produktów luzem lub opakowań jednostkowych (zbiorczych), stosowane w procesach transportu i magazynowania.

W towaroznawstwie wyróżnia się trzy podstawowe funkcje opakowania:
- techniczną – umożliwiającą dystrybucję, konsumpcję oraz ochronę produktu przed wpływem niekorzystnych czynników zewnętrznych lub wewnętrznych,
- ekonomiczną – obejmującą relację kosztów wytworzenia opakowania do kosztów wytworzenia towaru,
- estetyczno-marketingową – stanowiącą wartość estetyczną opakowania i mającą zachęcać do nabycia danego towaru.

Inni badacze (m.in Jim Blythe) stosują podział według następujących pięciu kryteriów: funkcji ochronnej, logistycznej, informacyjnej, użytkowej i promocyjnej.

## Funkcje opakowań w logistyce
Z punktu widzenia logistyki i transportu wyróżnia się poniższe grupy funkcji opakowań:
- ochronne – obejmujące zabezpieczenie przed uszkodzeniami mechanicznymi, klimatycznymi, biotycznymi (drobnoustroje, szkodniki) oraz ubytkami
- magazynowe – sprowadzają się do ułatwienia procesów składowania, przemieszczania i kompletowania;
- transportowe – wiążą się najściślej z optymalizacją przebiegów towarowych i maksymalnym wykorzystaniem ładowności środków transportu;
- kompletacyjne – opakowania powinny ułatwiać sporządzanie zestawów asortymentowych w poszczególnych partiach dostawy, przy założeniu maksymalnego wykorzystania ładowności środka transportowego i dostarczenia odbiorcy niezbędnego kompletu towarów do dalszej sprzedaży;
- informacyjne – stymulują czynności kompletacyjne, ułatwiają sprzedaż oraz stanowią pomoc w użytkowaniu;
- recyklingowe i klasyczne – obejmują ponowne wykorzystanie zużytych opakowań bądź ich unieszkodliwianie[2].

## Recykling opakowań
Podział ze względu na zastosowany materiał definiuje Ustawa z dnia 13 czerwca 2013 r. o gospodarce opakowaniami i odpadami opakowaniowymi, która wprowadziła m.in. obowiązek recyklingu dla następujących frakcji opakowaniowych:
- tworzywa sztuczne;
- aluminium;
- stal, w tym blacha stalowa;
- papier i tektura;
- szkło;
- drewno;
- wielomateriałowe.

## Opakowania z atestem
Największy udział w polskim rynku opakowań posiadają opakowania żywności – stosowane u producentów żywności, ale także w gastronomii, cukierniach i pizzeriach. Takie opakowania (najczęściej tekturowe lub foliowe) posiadają atest spożywczy. Zakłady produkcyjne stosujące te opakowania muszą przejść proces atestacji produktów w Narodowym Instytucie Zdrowia Publicznego, określanym w skrócie jako PZH (Państwowy Zakład Higieny).

## Regulacje prawne w Polsce
Od 1920 do 2022 r. wydano w Polsce ponad 180 aktów prawnych dotyczących opakowań.

### Ustawy
- Ustawa z dnia 2 grudnia 1993 r. o oznaczaniu wyrobów znakami skarbowymi akcyzy[6].
- Ustawa z dnia 12 lipca 1995 r. o ochronie roślin uprawnych[7].
- Ustawa z dnia 26 lipca 2000 r. o nawozach i nawożeniu[8].
- Ustawa z dnia 11 stycznia 2001 r. o substancjach i preparatach chemicznych[9].
- Ustawa z dnia 30 marca 2001 r. o kosmetykach[10].
- Ustawa z dnia 11 maja 2001 r. o opakowaniach i odpadach opakowaniowych[11].
- Ustawa z dnia 11 maja 2001 r. o obowiązkach przedsiębiorców w zakresie gospodarowania niektórymi odpadami oraz o opłacie produktowej[12].
- Ustawa z dnia 6 września 2001 r. Prawo farmaceutyczne[13].
- Ustawa z dnia 6 września 2001 r. o towarach paczkowanych[14].
- Ustawa z dnia 24 lipca 2002 r. o zmianie ustawy o warunkach zdrowotnych żywności i żywienia oraz innych ustaw[15].
- Ustawa z dnia 5 lipca 2002 r. o zmianie ustawy o substancjach i preparatach chemicznych[16].
- Ustawa z dnia 13 września 2002 r. o produktach biobójczych[17].
- Ustawa z dnia 28 października 2002 r. o przewozie drogowym towarów niebezpiecznych[18].
- Ustawa z dnia 19 grudnia 2002 r. o zmianie ustawy o odpadach oraz niektórych innych ustaw[19].
- Ustawa z dnia 12 czerwca 2003 r. Prawo pocztowe[20].
- Ustawa z dnia 28 listopada 2003 r. o zmianie ustawy o ochronie zdrowia przed następstwami używania tytoniu i wyrobów tytoniowych[21].
- Ustawa z dnia 18 grudnia 2003 r. o zmianie ustawy o opakowaniach i odpadach opakowaniowych[22].
- Ustawa z dnia 23 stycznia 2004 r. o podatku akcyzowym[23].
- Ustawa z dnia 19 lutego 2004 r. o zmianie ustawy o towarach paczkowanych[24].
- Ustawa z dnia 2 kwietnia 2004 r. o zmianie ustawy o nawozach i nawożeniu[25].
- Ustawa z dnia 29 lipca 2005 r. o zmianie ustawy o odpadach oraz o zmianie niektórych innych ustaw[26].
- Ustawa z dnia 21 stycznia 2005 r. o zmianie ustawy o nawozach i nawożeniu[27].
- Ustawa z dnia 10 lipca 2007 r. o nawozach i nawożeniu[28].
- Ustawa z dnia 6 grudnia 2008 r. o podatku akcyzowym[29].
- Ustawa z dnia 7 maja 2009 r. o towarach paczkowanych[30].
- Ustawa z dnia 20 maja 2010 r. o wyrobach medycznych[31].
- Ustawa z dnia 22 października 2010 r. o zmianie ustawy o towarach paczkowanych[32].
- Ustawa z dnia 25 lutego 2011 r. o substancjach chemicznych i ich mieszaninach[33]
- Ustawa z dnia 23 listopada 2012 r. Prawo pocztowe[34]
- Ustawa z dnia 14 grudnia 2012 r. o odpadach[35].
- Ustawa z dnia 13 czerwca 2013 r. o gospodarce opakowaniami i odpadami opakowaniowymi[3]
- Ustawa z dnia 9 października 2015 r. o produktach biobójczych[36]
- Ustawa z dnia 4 października 2018 r. o produktach kosmetycznych[37]
- Ustawa z dnia 7 kwietnia 2022 r. o wyrobach medycznych[38]